# 山田崇夫
山田 崇夫（やまだ たかお、1982年6月24日 - ）は、日本の俳優、タレント、ミュージシャン。

マジカル♡パレード BEACH のDJ兼MC TAKAOとしても活動している。

身長186cm、体重150kg。
中京大学社会学部卒業。愛知県稲沢市出身。

## マジカル♡パレード BEACH
東海地区を中心に活動中の3人組。
ピンクのトサカがトレードマーク、186cm、150kgのTAKAOと、美人姉妹ボーカルMIKA、AKOで2015年3月1日結成。
通称マジパレ。
テレビCMに数本出演・楽曲を提供。
プロバスケチーム「豊田通商Fイーグルス名古屋」公認応援歌、地元のお祭りやイベントの公式テーマソング等も担当している。
「春まつり！稲沢」を主催し、第4回は1日で16,000人が来場するなど、地元を盛り上げるために活動している。
ワンマンライブを毎年開催、完売させている。
毎週水曜日夜7時30分から＠FM（80.7）にてマジカル♡パレード BEACHのでらじおレギュラーラジオ番組をもっていた。
現在は毎週金曜日夜8時からFM愛知 (80.7)でが放送中。

## ディスコグラフィ

### シングル
|      | 発売日         | タイトル(収録曲数）                     | 規格   | 規格品番 |
| ---- | -------------- | --------------------------------------- | ------ | -------- |
| 1st  | 2015年03月01日 | Ricewamps（5曲入）                      | CD12cm | LAR-0006 |
| 2nd  | 2015年07月24日 | マジパレ１（6曲入）                     | CD12cm | LAR-0008 |
| 3rd  | 2015年12月01日 | マジパレ２（6曲入）                     | CD12cm | LAR-0009 |
| 4th  | 2016年04月29日 | マジパレ３（6曲入）                     | CD12cm | LAR-0010 |
| 5th  | 2016年08月15日 | マジパレ４（6曲入）                     | CD12cm | LAR-0011 |
| 6th  | 2017年01月01日 | マジパレ５（6曲入）                     | CD12cm | LAR-0012 |
| 7th  | 2017年08月01日 | GO FOR WIN！（6曲入）                   | CD12cm | LAR-0014 |
| 8th  | 2017年12月20日 | WHITE WONDERLAND（6曲入）               | CD12cm | LAR-0015 |
| 9th  | 2018年02月07日 | WHITE LOVE STORY（6曲入）               | CD12cm | LAR-0016 |
| 10th | 2018年07月18日 | まじかるスマイル（6曲入）               | CD12cm | LAR-0017 |
| 11th | 2018年11月03日 | GO FIGHTING EAGLES!!（4曲入）           | CD12cm | LAR-0018 |
| 12th | 2019年02月10日 | がむしゃらパレード（6曲入）             | CD12cm | LAR-0021 |
| 13th | 2019年07月21日 | Fun!Fun!ビーチ（6曲入）                 | CD12cm | LAR-0023 |
| 14th | 2019年09月21日 | GO FIGHTING EAGLES!! 2019-2020（2曲入） | CD12cm | LAR-0025 |
| 15th | 2021年06月23日 | マジカル・ミステリー・ワールド（6曲入） | CD12cm | LAR-0026 |
| 16th | 2021年06月23日 | TIARA（3曲入）                          | CD12cm | LAR-0029 |

### アルバム
|     | 発売日         | タイトル(収録曲数）                      | 規格   | 規格品番 |
| --- | -------------- | ---------------------------------------- | ------ | -------- |
| 1st | 2017年01月01日 | M.-SOLD OUT SINGLE COLLECTION-（12曲入） | CD12cm | LAR-0013 |
| 2nd | 2019年01月26日 | P.-SOLD OUT SINGLE COLLECTION-（12曲入） | CD12cm | LAR-0019 |
| 3rd | 2020年03月01日 | マジパレ Live Hits 2020（12曲入）        | CD12cm | LAR-0028 |

### DVD
|     | 発売日         | タイトル(収録曲数）                 | 規格    | 規格品番 |
| --- | -------------- | ----------------------------------- | ------- | -------- |
| 1st | 2016年04月29日 | 初単独公演DVD（12曲入）             | DVD12cm |          |
| 2nd | 2017年02月05日 | 結成２周年記念単独公演DVD（12曲入） | DVD12cm |          |
| 3rd | 2018年03月03日 | 結成３周年記念単独公演DVD（12曲入） | DVD12cm |          |
| 4th | 2019年03月03日 | 結成４周年単独公演DVD（12曲入）     | DVD12cm |          |
| 5th | 2020年10月30日 | 結成５周年単独公演DVD（12曲入）     | DVD12cm |          |

## 出演

### 映画
- 「ローン・チャレンジャー」（2012年、TOブックス） - 大砲 役
- 「るろうに剣心 京都大火編 / 伝説の最期編」（監督：大友啓史、2014年8月1日、9月13日、ワーナー・ブラザース映画） - 夷腕坊 役[25]
- 「ENOLA」（2015年） - 大砲 役[26]
- 「暗殺教室〜卒業編〜」- 不良高校生役（2016年）
- 「日本で一番悪い奴ら」- ヤクザ役（2016年）
- 「HiGH&LOW〜THE STORY OF S.W.O.R.D.〜」- 山王連合会メンバー、九龍グループ日向会部下 役（2016年）
- 「DESTINY 鎌倉ものがたり」- 坊主太 役(2017年)
- 「検察側の罪人」- 殺し屋 役(2018年)
- 「大怪獣のあとしまつ - 部下「ブルースブラザーズ」役[27](2022年)

### ドラマ
- 「HiGH&LOW〜THE STORY OF S.W.O.R.D.〜」（2015年10月〜、日本テレビ系列） - 山王連合会 役

### テレビ
- 「サタテン」NHK名古屋 (2010年4月30日、2010年5月1日、2011年1月21日)

### 舞台
- 「キャプテンハーロック〜次元航海〜」- 副長ヤッタラン[28]役（2016年6月8日〜12日 / 新宿村LIVE）
- 「キャプテンハーロック～次元航海～」- 副長ヤッタラン 役（2017年1月9日～13日 / 大阪市中央公会堂）
- 「MARIGOLD～絶望の花言葉～」- チャフン[29] 役（2018年7月4日～10日 / basement monstar 王子）
- 「MARIGOLD～絶望の花言葉～」- チャフン 役（2019年3月27日～4月3日 / TACCS1179）
- 「GONG OF BLOSSOMEDAY～開花のゴングが鳴り響く～」- マピコ[30] 役（2019年5月28日～6月2日 / 築地本願寺ブディストホール）

### ラジオ
- 「スピリタス★クールのサランラップ」 (2010年6月-2012年5月、MID-FM)
- 「湯〜とぴあ宝 ドリームミュージック」 (2012年4月-2015年3月、東海ラジオ)
- 「マジカル♡パレード BEACHのでらじお」（2016年10月-、@FM）[31]

### ミュージックビデオ
- DOBERMAN INFINITY「Do or Die」- 山王連合会メンバー 役

- 三代目 J Soul Brothers from EXILE TRIBE「MUGEN ROAD」- 九龍グループ日向会部下 役

### 音楽
- 『もしも』（葬儀会館ティアCM曲・作詞作曲唄 (2014〜2015年)）

### その他
- ナゴヤドーム 中日ドラゴンズ戦スタジアムMC (2012年3月-10月)
- Bリーグ「アースフレンズ東京Z」アリーナMC
- トヨタカローラ名古屋　アクアイメージキャラクター[32]